# Gemeentelijke herindelingsverkiezingen in Nederland 1974
Gemeentelijke herindelingsverkiezingen in Nederland 1974 geeft informatie over tussentijdse verkiezingen voor een gemeenteraad in Nederland die gehouden werden op 26 juni 1974.
De verkiezingen werden gehouden in drie gemeenten die betrokken waren bij een herindelingsoperatie of een grenswijziging die op 1 augustus 1974 is doorgevoerd.
De volgende gemeenten waren bij deze verkiezingen betrokken:
- de gemeenten Doornspijk en Elburg: samenvoeging tot een nieuwe gemeente Elburg;[1]
- de gemeente Oldebroek: bij deze gemeentelijke herindeling werden tevens zodanige grenswijzigingen doorgevoerd met Oldebroek dat tussentijdse verkiezingen noodzakelijk waren geworden.[1]

In deze gemeenten zijn de reguliere gemeenteraadsverkiezingen van 29 mei 1974 niet gehouden.
Door deze herindelingen daalde het aantal gemeenten in Nederland per 1 augustus 1974 van 843 naar 842.